# Filet de costat
El filet o tall de costat és un tall de carn de cap de bestiar. Prové del diafragma de l'animal, un múscul que separa la cavitat toràcica de l'abdominal.
És una carn plena de nervis pel que en el seu estat natural, és molt dura, pel que s'han dissenyat processos per a fer-la més comestible i saborosa.
Un dels processos es diu "tenderització", que significa tallar els lligaments o nervis que suporten el pes de les vísceres del cap de bestiar. Al fer açò, la carn es torna més masticable, ja que els nervis són molt ferms; altre procés és el "marinat" consistent a amanir la carn amb certes espècies i ingredients com el vinagre que la tornen més suau i alhora amb millor sabor.